# Vårt försvar
Vårt försvar är en svensk tidskrift för säkerhetspolitik, vilken ges ut av Allmänna försvarsföreningen.
Vårt försvar började utges 1902. Nummer 1930:4 var ett jubileumshäfte för Allmänna försvarsföreningena 60-årsjubileum.

## Redaktörer
- Bo Hugemark 1994 - 2007[2]
- Tommy Jeppsson 2008 -